# 富山商船高等専門学校
富山商船高等専門学校（とやましょうせんこうとうせんもんがっこう、略称:富山商船、商船高専、英称:Toyama National College of Maritime Technology、英略称:TNCMT／以前はToyama Mercantile Marine College, 英略称:TMMCだった）は、富山県射水市にあった高等専門学校。

## 概要
全国に5つある商船高等専門学校のうち唯一日本海側にあり、百年の歴史の中で、数多くの国際航路の船長、機関長を輩出した。85年までは全寮制で、女性は入学できなかった。
かつては外国に行けるのが船乗りしかなかったので、超エリート校であった。石油ショックまでは県内屈指の偏差値だった。そのため、県内からの入学者は少なく、ほとんどが県外出身であり、それぞれの県人会を作っていた。
1985年に情報工学科ができて全寮制の廃止、女子学生の受け入れがはじまり、88年に電子制御工学科ができ、93年に高専初の文科系学科も設置され「総合高専」と呼ばれていた。日本一女子学生の多い高等専門学校でもあった。2009年10月に富山工業高等専門学校と統合し富山高等専門学校となった。統合して「スーパー高専」となったのは商船高専では同校が最初である。同校から『富山商船高専70年史』『80年史』『百年史』が発行されている。
新湊市の街の人からは「商船学校」「商船高校」と呼ばれていた。元は新湊の街の中で内川の東側の奈古中学校の場所にあり、紺の詰め襟の士官候補生の制服が女性たちの憧れの的だったこともあったからだ。
ワシントンアコード加盟の日本技術者教育認定機構（JABEE）から国際的水準にある高等教育機関であると認定されている。
課外活動ではラグビー、テニス、陸上、新聞部が強かった。2002年（平成14年）にはFireWallというロボットが全国高専ロボコンで最高の名誉である「ロボコン大賞」を受賞し、このマシンは『ロボコン (映画)』でヒロインの長澤まさみたちのチームと決勝で対決している。富山高専射水キャンパスとしては2013年にSuLuMeが2度目の「ロボコン大賞」を取った。

## 沿革
- 1906年（明治39年）7月3日 - 新湊町立新湊甲種商船学校として創立。
- 1909年（明治42年）4月1日 - 富山県へ移管、富山県立商船学校となる。
- 1925年（大正14年）4月1日 - 機関科設置
- 1939年（昭和14年）8月19日 - 文部省へ移管、富山商船学校となる。
- 1942年（昭和17年）1月10日 - 逓信省所管となる。
- 1943年（昭和18年）11月1日 - 運輸通信省所管となる。
- 1945年（昭和20年）5月18日 - 運輸省所管となる。
- 1951年（昭和26年）4月1日 - 文部省へ移管され、富山商船高等学校となる。
- 1967年（昭和42年）6月1日 - 富山商船高等専門学校設置(航海学科40人、機関学科40人)。富山商船高校募集停止。
- 1969年（昭和44年）4月1日 - 航海学科1学級増。
- 1971年（昭和46年）6月1日 - 商船高校専攻科閉科に伴い、富山商船高等学校閉校。
- 1985年（昭和60年）4月1日 - 航海学科2学級を航海学科1学級(定員40人)・ 情報工学科1学級(定員40人)に改組。
- 1988年（昭和63年）4月1日 - 航海学科1学級及び機関学科1学級を商船学科1学級 (航海コース・機関コース、定員40人)及び 電子制御工学科1学級(定員40人)に改組。
- 1996年（平成8年）4月1日 - 国際流通学科(定員40人)を設置。
- 2004年（平成16年）4月1日 - 独立行政法人国立高等専門学校機構　富山商船高等専門学校となる。
- 2006年（平成18年）7月3日 - 創立100周年を迎える。
- 2009年（平成21年）10月 - 富山工業高等専門学校と統合し富山高等専門学校（射水キャンパス）となる。
- 2010年（平成22年）4月1日 - 富山高等専門学校として新カリキュラムの入学生を迎える。

## 設置学科

### 学科
- 商船学科（航海コース・機関コース）【統合後も同一学科名】
- 電子制御工学科【統合後は「電子情報工学科】
- 情報工学科【統合後は「電子情報工学科」】
- 国際流通学科【統合後は「国際ビジネス学科」】

### 専攻科
- 海事システム工学専攻
- 制御情報システム工学専攻

## 施設
- 情報処理センター
- 図書館
- 実験実習工場
- 学生寮『和海寮（わかいりょう）』
- 福利厚生施設『奈古の浦会館（なごのうらかいかん）』
- 臨海実習場（富山新港共同火力のＬＮＧ化のために2015年に移転）

## 臨海実習場

### 練習船
- 若潮丸 (4代)（わかしおまる）
全長: 53.59 m  垂線間長: 46.00 m  幅: 10.00 m  深さ（上甲板/第二甲板）: 5.40 / 3.40 m
喫水: 3.20 m  国際総トン数: 731トン  登録総トン数: 231トン
燃料タンク: 56 m3  清水タンク: 74 m3
航海速力: 12.50ノット   最高速力: 14.13ノット
搭載人員: 乗組員9名・教官3名・学生44名 計56名
主機関（メインエンジン）: 1300 PS・390 rpm 1基／新潟鉄工所
プロペラ: 4翼CPP(可変ピッチプロペラ) ⌀1950 mm／かもめプロペラ 1基
主発電機関: 330 PS・1200 rpm／ヤンマーディーゼル 2基
主発電機: AC 225 V, 275 kVA, 60 Hz／大洋電機 2基
非常発電機: 30 kVA, 60 Hz／ヤンマーディーゼル 1基
バウスラスタ: 115 kW・電動・20 kN推力／かもめ 1基
スタンスラスタ: 95 kW・電動・15 kN推力／かもめ 1基
造水装置: 5 t/Day／笹倉サービスセンター 1式

### 実習艇・舟艇
- さざなみ
- 若潮3号

### その他
- ぺがさす
- ジュピター
- いそなみ

## 部活動

### クラブ
ヨット、漕艇、陸上、ラグビー、男子バスケットボール、男子バレーボール、テニス、柔道、野球、サッカー、女子バレーボール、バドミントン、卓球、新聞、デジタルメディア創作、吹奏楽、メカトロ技術研究

### 同好会
剣道、水泳、ソフトボール、ダンススポーツ、ブレイクダンス、茶道、軽音楽、国際交流ゼミ、ボランティア、美術、漫画研究、現代文化研究、弦楽、文芸、北村克哉&プロレス

## 出身者
- 一色正春 … 元海上保安官。尖閣諸島中国漁船衝突映像流出事件において、「sengoku38」を名乗り映像をYouTubeに投稿した人物。